# 布里恩茨
布里恩茨（发音：[briənt͡s]）是瑞士伯恩州因特拉肯区的一座城市，位處布里恩茨湖的北面。因其木刻遠近馳名，以木刻小鎮聞名。有證據顯示阿拉曼人早在7世紀時已經在此落地生根，而至1146年布里恩茨第一次被記錄在案。

## 友好城市
- 瑞士Brinzauls
- 保加利亚特里亚夫纳
- 日本岛田市

## 外部連結
- 官方網站